# Colindale (metropolitana di Londra)
Colindale è una stazione della metropolitana di Londra, servita dalla linea Northern.

## Storia
La stazione aprì il 18 agosto 1924 su quella che era allora la Hampstead and Highgate Line, parte della seconda sezione dell'estensione della linea Northern verso Edgware. Le piattaforme erano situate al di sotto della strada in direzione est-ovest e l'edificio della stazione era in stile classico, progettato dall'architetto Stanley Heaps. L'apertura della stazione stimolò l'espansione urbanistica di Colindale.
T. E. Lawrence, meglio noto come Lawrence d'Arabia, usava regolarmente la stazione durante il periodo in cui era assegnato alla base della RAF nel vicino aeroporto di Hendon e questa fu l'ispirazione per lo pseudonimo "Colin Dale" con il quale firmò diversi articoli per il periodico The Spectator nel 1927 e 1928.
La stazione di Colindale fu gravemente danneggiata durante il Blitz. Alle 20:45 del 25 settembre 1940 la stazione fu colpita da una bomba. Al momento dell'esplosione nella stazione si trovavano due treni con un totale di 400 passeggeri a bordo e 13 persone rimasero uccise. La stazione fu visitata il 26 settembre da Re Giorgio VI e dalla Regina consorte.
Dopo il bombardamento fu eretta una struttura provvisoria in legno, che durò più a lungo dell'edificio originale, in quanto fu sostituita solo nel 1962, quando venne costruito l'attuale edificio della stazione.

### Sviluppi futuri
Nel dicembre 2023 la TfL ha annunciato il via libera al progetto per la ricostruzione e adeguamento dell'edificio della stazione. La struttura degli anni sessanta sarà sostituita da una nuova costruzione che incorporerà un ampio atrio per adeguarsi al costante aumento del numero dei passeggeri, e ascensori che renderanno le banchine accessibili ai passeggeri con disabilità. L'inizio dei lavori è previsto per i primi mesi del 2024. I lavori comporteranno la chiusura della stazione a partire dal 7 giugno fino al dicembre 2024 e la sospensione del servizio sulla linea Northern su tutto il tratto a nord di Golders Green dal 2 all'11 aprile nonché, in seguito, in alcuni weekend nel corso dell'anno.
La stazione è stata riaperta al traffico passeggeri il 20 dicembre 2024. L'accesso alle banchine avverrà tramite l'atrio biglietteria già esistente e nuove scale, mentre proseguiranno i lavori di completamento delle strutture del nuovo edificio della stazione, che si prevede sarà ultimato nell'autunno 2025.

## Strutture e impianti
Si trova all'interno della Travelcard Zone 4.

## Interscambi

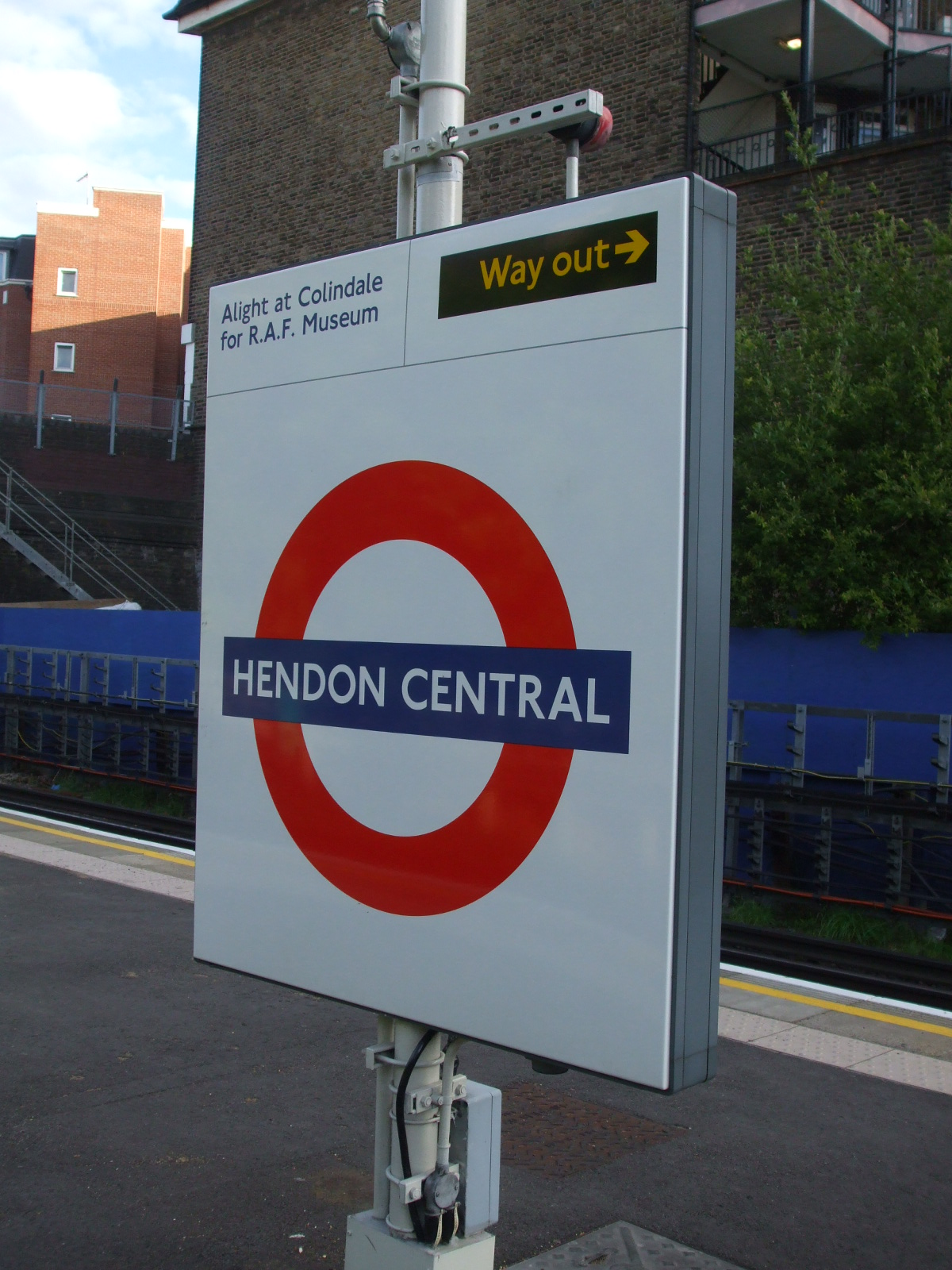
Roundel a Hendon Central, che indica ai passeggeri diretti al Royal Air Force Museum di scendere a Colindale

Nelle vicinanze della stazione effettuano fermata alcune linee urbane automobilistiche, gestite da London Buses.
- Fermata autobus

La stazione serve i passeggeri diretti al Royal Air Force Museum. Il museo si trova a circa dieci minuti a piedi dalla stazione.